# Селиловичское сельское поселение
Селиловичское сельское поселение — муниципальное образование в восточной части Рогнединского района Брянской области. Административный центр — село Снопоть.
Образовано в результате проведения муниципальной реформы в 2005 году, путём слияния дореформенных Селиловичского и Старохотмировского сельсоветов.

## Население
| 2010 | 2011 | 2012 | 2013 | 2014 | 2015 | 2016 | 2017 | 2018 |
| ---- | ---- | ---- | ---- | ---- | ---- | ---- | ---- | ---- |
| 711  | ↘710 | ↘676 | ↘654 | ↘628 | ↘619 | ↗621 | ↘614 | ↘599 |
| 2019 | 2020 | 2021 |      |      |      |      |      |      |
| ↘595 | ↗600 | ↘596 |      |      |      |      |      |      |

## Населённые пункты
| №  | Населённый пункт  | Тип     | Население |
| -- | ----------------- | ------- | --------- |
| 1  | Берёзовка         | деревня | ↘3        |
| 2  | Бологча           | деревня | →9        |
| 3  | Взголяжья Слобода | деревня | →6        |
| 4  | Дубровка          | деревня | →0        |
| 5  | Княгинино         | деревня | →0        |
| 6  | Копаль            | деревня | ↘11       |
| 7  | Новое Хотмирово   | деревня | ↘19       |
| 8  | Павлова Слобода   | деревня | →2        |
| 9  | Пятницкое         | село    | →6        |
| 10 | Селиловичи        | деревня | →0        |
| 11 | Снопоть           | село    | ↘375      |
| 12 | Соколий Бор       | посёлок | →0        |
| 13 | Старое Хотмирово  | деревня | ↘223      |
| 14 | Сусловка          | деревня | →0        |